# Das große Heft
Das große Heft ist ein Roman von Ágota Kristóf. Er erschien 1986 unter dem Titel Le grand cahier auf Französisch und wurde zum ersten Band einer Trilogie. Der Roman wurde 1987 mit dem Preis des Europäischen Buches ausgezeichnet und in mehr als dreißig Sprachen übersetzt. Im Jahr 2006 wurde das Buch in die Reihe der Schweizer Bibliothek aufgenommen. Der Roman wurde vom ungarischen Regisseur János Szász 2013 verfilmt, der Film gewann den Grand Prix beim Internationalen Filmfestival Karlovy Vary.

## Inhaltsangabe
Das Buch erzählt die Geschichte von Zwillingsbrüdern, die in Zeiten des Krieges auf sich allein gestellt erwachsen werden müssen, indem sie sich eigene Moralvorstellungen bilden und absolute Selbstkontrolle erlernen.
„Ich werde euch zeigen, wie man lebt!“ Das ist das erste, was die Zwillinge von ihrer Großmutter zu hören bekommen, als sie, durch den Krieg aus der Stadt vertrieben, von der Mutter aufs Land gebracht werden. Nun zählen jene Fähigkeiten, die das Überleben sichern; Muskeln und Durchhaltevermögen ersetzen die Schulbildung. Die Großmutter, im Dorf 'Hexe' genannt, lässt die beiden Jungen hart für ihren Unterhalt arbeiten. Liebe und Zärtlichkeit erfahren sie nicht von ihr, sondern werden 'Hundesöhne' genannt.
Um unter diesen Umständen überleben zu können, denken sich die Brüder Übungen zur physischen und psychischen Abhärtung aus: Sie fügen sich selbst Schmerzen zu, um sich gegen die Schläge unempfindlich zu machen. Sie beschimpfen sich, um die Beleidigungen nicht mehr wahrzunehmen. Sie lernen zu betteln, zu lügen, zu stehlen und zu töten, da „man es können muss“. Sie passen sich dieser vom Krieg geprägten Gesellschaft auf ihre Art an, indem sie sich verbal und körperlich zu wehren lernen und ihre eigenen Moralvorstellungen entwickeln. Ihre wohlbehütete Kindheit lassen sie weit hinter sich und werden zu erbarmungslosen jungen Erwachsenen. „Wir spielen nie.“
Dadurch, dass sie all ihre Erlebnisse, Erfahrungen und Beobachtungen in einem großen Heft festhalten, entsteht eine realitätsnahe Aufsatzsammlung.
In den Folgeromanen „Der Beweis“ und „Die dritte Lüge“ treten die Zwillinge in verschiedenen Konstellationen wieder auf, wobei die schon im Ausklang des Großen Hefts auftauchende Frage, ob es sich bei den „Zwillingen“ möglicherweise um die literarische Spiegelung einer einzigen Person handelt, verschiedentlich neue Nahrung erhält.

## Interpretationsansatz
- Krieg: Ágota Kristóf schrieb ein Antikriegsbuch. Ihr Bezug zum Krieg wird in ihrer Biografie sichtbar, da sie selbst zu einem Kriegsflüchtling wurde, als sie 1956 während des Ungarnaufstands in die Westschweiz nach Neuchâtel floh. Sie zeigt die schrecklichen Auswirkungen, die ein Krieg nicht nur auf die an der Front kämpfenden Soldaten, sondern auch auf die Zivilbevölkerung haben kann. Am Beispiel der Zwillinge wird sichtbar, wie sich das Schicksal auf die Entwicklung und Moralvorstellungen auswirken kann.

- Identitätsfindung: Als die Jungen zu ihrer Großmutter kommen, sind sie um die neun Jahre alt. Danach wachsen sie ohne irgendeine Vorbildsfigur und ohne Schutz und Fürsorge auf. So lernen sie schon früh, dass Gefühle sie in ihrem Leben nur behindern. Um stark und unverwundbar zu werden, härten sie sich ab, indem sie sich selbst Übungen auferlegen. Einerseits können sie so ideale Bedingungen schaffen eine lieblose und grausamen Zeit zu überstehen, andererseits können sie ohne Schmerz auch keine Freude empfinden.

Nennenswert ist auch, dass sich die beiden Jungen nicht unterscheiden, sondern als ein Individuum handeln, schreiben und sich entwickeln. Ihre Beziehungen sind vor allem Zweckgemeinschaften und es ist anzunehmen, dass, falls sie überhaupt noch fühlen können, sie diese Gefühle nur unter sich ausleben.
- Sexualität: Immer wieder taucht das Thema Sexualität im Leben der Zwillinge auf. Schon früh werden sie mit ihr konfrontiert und müssen gezwungenermaßen ihre ersten Erfahrungen machen. Man weiß jedoch nie genau, wie viel die Jungen davon verstehen, oder ob sie diese emotionslos als alltägliches Geschehen hinnehmen.

- Struktur und 'Texttemperatur' : Jedes Kapitel hat eine Länge von zwei bis vier Seiten und stellt einen Aufsatz der Zwillinge dar: Um sich selbst weiterzubilden in Zeiten ohne Schule, schreiben die Jungen immer wieder Aufsätze mit Themen wie 'Die Großmutter' oder 'Der Winter'. Falls die Texte für gut empfunden werden – d. h. wenn sie objektiv geschrieben sind und nicht Gefühle, sondern Tatsachen beschreiben, weil diese wahr, sachlich und genau sind –, dann schreiben sie jene in das große Heft ab. Kurze Sätze und zahlreiche Dialoge lassen den Text lebendig und schlicht erscheinen. Durch die objektive Sicht wirkt er jedoch sehr kalt. Die Gefühle, die er dagegen auslöst, sind heftig: Verzweiflung, Ärger, Abscheu, Mitleid und Unverständnis, um nur einige zu nennen. Kristóf hat es geschafft, all dies mit ihrem Schreibstil zu kreieren, obwohl sie in Französisch schrieb, also nicht in ihrer Muttersprache.

- Der Schluss: Im letzten Kapitel des Buches trennen sich die beiden Brüder. Der eine überquert die Grenze zum Nachbarland, indem er über die Leiche des Vaters hinweg schreitet und den Anderen zurücklässt. Die Trennung ist die letzte Prüfung, die sich die beiden Jungen stellen, die letzte Übung zur absoluten Abhärtung. Das Verlassen des Zwillingsbruders und das Aufbrechen des „Wir“-Individuums soll sie gänzlich unverletzlich machen, und besiegelt ihre vollständige Einsamkeit.

Dass das Leben, das sie als Kinder führen mussten, um zu überleben, sie zutiefst überfordert hat, wird von Ágota Kristóf unausgesprochen in ihrem Scheitern in den Folgebänden thematisiert.

## Bearbeitungen
Im Jahr 2008 verarbeitete der deutsche Komponist Thomas Taxus Beck die Übungen aus dem Roman in seiner elektronischen Sprachkomposition „Eckgeflüster“, die mit dem Deutschen Klangkunst-Produktionspreis 2008 ausgezeichnet wurde. Im März 2013 fand am Theater Osnabrück die Uraufführung einer Oper des US-amerikanischen Komponisten Sidney Corbett statt. Darüber hinaus wurde das Buch auch als Theaterdrama adaptiert. So im Februar 2018 am Staatsschauspiel Dresden in einer Fassung von Ulrich Rasche und Alexander Weise, welches zum 56. Berliner Theatertreffen eingeladen wurde. 2023 inszenierte Ran Chai Bar-zvi eine Bearbeitung am Volkstheater München.
Im Jahr 2013 drehte der ungarische Regisseur János Szász einen Film auf Basis des Romans mit dem deutschen Titel Das große Heft (Originaltitel: A nagy füzet). 2021 produzierten DLF, hr und SRF eine Hörspielproduktion mit Libgart Schwarz und Kristof Van Boven (Bearbeitung und Regie Erik Altorfer).

## Angaben zur deutschsprachigen Ausgabe
- Agota Kristof: Das große Heft. Roman. Aus dem Französischen von Eva Moldenhauer. Rotbuch Verlag, Berlin 1987, ISBN 3-88022-718-7. Als Taschenbuch: Piper, München 1990, ISBN 3-492-10779-6.

## Rezeption
- Aljaksandr Litwinouski, Le grand cahier (Orchestersuite, 2015)